# Лутайка (Прилуцький район)
Лута́йка (до 2009 — Лутайки) — село в Україні, у Линовицькій селищній громаді Прилуцького району Чернігівської області. Населення становить 104 осіб. До 2017 орган місцевого самоврядування— Новогребельська сільська рада.

## Історія
Селище було приписано до храму апостола Луки та Успенської церкви у Линовиці.
Станом на 1800 рік - хутір Лутайський Пирятинського повіту Малоросійської губернії, 64 душі.
Найдавніше знаходження на мапах 1812 рік
У 1862 році на селищі володарському Лутайка був 40 дворів де жило 362 особи
У 1911 році на селищі Лутайка була земська школа та жило 599 осіб
8 серпня 1945 року утворена Лутайківська сільська рада і хутір Лутайки перетворено на село.
12 червня 2020 року, відповідно до розпорядження Кабінету Міністрів України № 730-р «Про визначення адміністративних центрів та затвердження територій територіальних громад Чернігівської області», увійшло до складу Линовицької селищної громади.
19 липня 2020 року, в результаті адміністративно - територіальної реформи та ліквідації колишнього Прилуцького району, село увійшло до складу новоутвореного Прилуцького району Чернігівської області.

## Населення

### Мова
Розподіл населення за рідною мовою за даними перепису 2001 року:
| Мова       | Кількість | Відсоток |
| ---------- | --------- | -------- |
| українська | 100       | 96.15%   |
| російська  | 4         | 3.85%    |
| Усього     | 104       | 100%     |

## В Лутайці народилися
- Гальчинський Леонід Юрійович — український учений у сфері розробок і підтримки інформаційних систем; кандидат технічних наук, доцент кафедри математичного моделювання економічних систем факультету менеджменту та маркетингу Національного технічного університету України «КПІ імені Ігоря Сікорського».
- Горбунова Лідія Миколаївна — заслужений юрист України.